# Earth & Sky
Earth & Sky是一个每日电台系列广播给世界各地的听众传递科学和自然方面的信息。它自从1991年开始播出，Earth & Sky系列Earth & Sky阐扬的宗旨：清晰易懂的科学之声。 Earth & Sky 由资深广播节目制作员和广播名人Deborah Byrd和Joel Block出品, 其节目"Star Date" 20世纪70年代末开始在美国广播. 
Earth & Sky 现在提供90秒和60秒的广播节目（叫“modules ”），覆盖广泛的科学主题，通过地面无线电、卫星广播、因特网进行广播。Earth & Sky每天广播一次或多次，它 通过1000多个商业电台，NPR（National Public Radio，即美国国家公共电台的简称），和其他公共无线电台，80个分台为视力不好的听众提供广播，覆盖了美国XM 和Sirius 卫星广播上的35个频道。在国外，它通过美军电台，VOA，世界广播网和其他电台进行播出。 
Earth & Sky的信息直接来源于科学家。制作广播节目和编辑网站的记者每天要采访几个，每周采访几十个，每年几百个科学家。500多个科学家加入了它的志愿顾问团，他们提供建议，反馈，推荐其他专家，在录制广播前审稿把关。 Earth&Sky覆盖多种科学领域，2006年，主要是：纳米、科学中的女性、地球观察、天体物理、宇宙。